# Kanton Rozoy-sur-Serre
Der Kanton Rozoy-sur-Serre war von 1790 bis 2015 ein französischer Wahlkreis im Arrondissement Laon, im Département Aisne und in der Region Picardie; sein Hauptort war Rozoy-sur-Serre. Die landesweiten Änderungen in der Zusammensetzung der Kantone brachten zum März 2015 seine Auflösung.
Der Kanton Rozoy-sur-Serre war 257,17 km² groß und hatte 7380 Einwohner (Stand: 2012).

## Gemeinden
| Gemeinde                   | Einwohner | Code postal | Code Insee |
| -------------------------- | --------- | ----------- | ---------- |
| Archon                     | 83        | 2360        | 02021      |
| Les Autels                 | 74        | 2360        | 02038      |
| Berlise                    | 100       | 2340        | 02069      |
| Brunehamel                 | 511       | 2360        | 02126      |
| Chaourse                   | 522       | 2340        | 02160      |
| Chéry-lès-Rozoy            | 114       | 2360        | 02181      |
| Clermont-les-Fermes        | 131       | 2340        | 02200      |
| Cuiry-lès-Iviers           | 40        | 2360        | 02251      |
| Dagny-Lambercy             | 159       | 2140        | 02256      |
| Dizy-le-Gros               | 755       | 2340        | 02264      |
| Dohis                      | 111       | 2360        | 02265      |
| Dolignon                   | 45        | 2360        | 02266      |
| Grandrieux                 | 97        | 2360        | 02354      |
| Lislet                     | 232       | 2340        | 02433      |
| Montcornet                 | 1.690     | 2340        | 02502      |
| Montloué                   | 189       | 2340        | 02519      |
| Morgny-en-Thiérache        | 96        | 2360        | 02526      |
| Noircourt                  | 92        | 2340        | 02556      |
| Parfondeval                | 149       | 2360        | 02586      |
| Raillimont                 | 77        | 2360        | 02634      |
| Renneval                   | 133       | 2340        | 02641      |
| Résigny                    | 208       | 2360        | 02642      |
| Rouvroy-sur-Serre          | 51        | 2360        | 02660      |
| Rozoy-sur-Serre            | 1.079     | 2360        | 02666      |
| Sainte-Geneviève           | 63        | 2340        | 02678      |
| Soize                      | 106       | 2340        | 02723      |
| Le Thuel                   | 149       | 2340        | 02743      |
| Vigneux-Hocquet            | 265       | 2340        | 02801      |
| La Ville-aux-Bois-lès-Dizy | 205       | 2340        | 02802      |
| Vincy-Reuil-et-Magny       | 144       | 2340        | 02819      |

## Einwohner
| Bevölkerungsentwicklung | Bevölkerungsentwicklung |
| Jahr                    | Einwohner               |
| ----------------------- | ----------------------- |
| 1962                    | 9154                    |
| 1968                    | 9750                    |
| 1975                    | 9085                    |
| 1982                    | 8734                    |
| 1990                    | 8022                    |
| 1999                    | 7670                    |
| 2006                    | 7589                    |
| 2011                    | 7420                    |

## Politik
| Vertreter im conseil général des Départements | Vertreter im conseil général des Départements | Vertreter im conseil général des Départements |
| Amtszeit                                      | Name                                          | Partei                                        |
| --------------------------------------------- | --------------------------------------------- | --------------------------------------------- |
| 2001–2008                                     | Joseph Braem                                  | PS                                            |
| 2008–2015                                     | Nicolas Fricoteaux                            | DVD                                           |